# Chrysophyllum venezuelanense
Chrysophyllum venezuelanense – gatunek drzew należących do rodziny sączyńcowatych. Występuje na terenie Ameryki Środkowej i zachodniej części Ameryki Południowej.